# محمد عارف‌حاجی‌یف
محمد عارف‌حاجی‌یف (انگلیسی: Magomed Aripgadjiev؛ زادهٔ ۲۳ سپتامبر ۱۹۷۷) بوکسور اهل جمهوری آذربایجان است.